# Claudio Gentile
Claudio Gentile (Tripoli, Líbia, 1953. szeptember 27. –) olasz labdarúgóhátvéd, edző. Az olasz labdarúgó-válogatott színeiben két világbajnokságon vett részt, az 1982-es győztes döntőn is játszott. Klubkarrierje során főként a Juventusban játszott, ahol 283 bajnokin lépett pályára, hat hazai és két európai címet nyert. Szülei líbiai telepesek voltak, akiknek utóbb el kell hagyniuk az országot. Olaszországba visszatérbe Como vidékén, Lombardiában telepedtek le.

## Sikerei, díjai

### Játékosként
Olaszország
- Világbajnokság
  - világbajnok: 1982, Spanyolország
  - 4.: 1978, Argentína
- Európa-bajnokság
  - 4.: 1980, Olaszország

 Juventus
- Olasz bajnokság (Seria A)
  - bajnok: 1974–75, 1976–77, 1977–78, 1980–81, 1981–82, 1983–84
- Olasz kupa (Coppa Italia)
  - győztes: 1979, 1983
- Kupagyőztesek Európa-kupája (KEK)
  - győztes: 1983–84
- UEFA-kupa
  - győztes: 1976–77

### Edzőként
Olaszország
- Olimpiai játékok
  - bronzérmes: 2004, Athén
- U21-es Európa-bajnokság
  - Európa-bajnok: 2004, Németország